# Undertaker (strip)
Undertaker is een stripreeks op scenario van Xavier Dorison en tekeningen van Ralph Meyer. De strip wordt voorgepubliceerd in het weekblad Eppo.
De verhalen gaan over een begrafenisondernemer ('undertaker'), Jonas Crow, in het Amerikaanse wilde westen in de 19e eeuw, die op een zeer eigen manier zijn zaken regelt.
Deze strip is een tweede samenwerking tussen scenarist Dorison en tekenaar Meyer, na de vikingstrip Asgard.

## Albums
De albums zijn uitgegeven door Dargaud.
| Nummer | Titel                      | Publicatiedatum in Eppo             | Albumuitgave     |
| ------ | -------------------------- | ----------------------------------- | ---------------- |
| 1      | De goudvreter              | 2014 - 11 juni 2015                 | februari 2015    |
| 2      | De dans van de gieren      | 17 september 2015 - 21 januari 2016 | 10 december 2015 |
| 3      | De reus van Sutter Camp    | 24 november 2016 - 30 maart 2017    | 1 februari 2017  |
| 4      | De schaduw van Hippocrates | 28 september 2017 - ?               | 6 december 2017  |
| 5      | De witte indiaan           |                                     | 22 november 2019 |
| 6      | Salvaje                    |                                     | 1 september 2021 |
| 7      | Mister Prairie             |                                     | 6 december 2023  |